# Diócesis de Natchez
La diócesis de Natchez (en latín: Dioecesis Natchetensis y en inglés: Roman Catholic Diocese of Natchez) fue una circunscripción eclesiástica de la Iglesia católica en Estados Unidos. Se trataba de una diócesis latina, sufragánea de la arquidiócesis de Nueva Orleans. Fue suprimida y reclasificada como diócesis titular el 1 de marzo de 1977. Desde el 11 de mayo de 2010 su obispo titular es Eduardo Alanis Nevares.

## Territorio y organización
La diócesis tenía 97 495 km² y extendía su jurisdicción sobre los fieles católicos de rito latino residentes en 65 condados del estado de Misisipi: Adams, Alcorn, Amite, Attala, Benton, Bolivar, Calhoun, Carroll, Chickasaw, Choctaw, Claiborne, Clarke, Clay, Coahoma, Copiah, DeSoto, Franklin, Grenada, Hinds, Holmes, Humphreys, Issaquena, Itawamba, Jasper, Jefferson, Kemper, Lafayette, Lauderdale, Leake, Lee, Leflore, Lincoln, Lowndes, Madison, Marshall, Monroe, Montgomery, Neshoba, Newton, Noxubee, Oktibbeha, Panola, Pike, Pontotoc, Prentiss, Quitman, Rankin, Scott, Sharkey, Simpson, Smith, Sunflower, Tallahatchie, Tate, Tippah, Tishomingo, Tunica, Union, Warren, Washington, Webster, Wilkinson, Winston, Yalobusha y Yazoo.
La sede de la diócesis se encontraba en la ciudad de Natchez, en donde su catedral era la actual basílica de Santa María, perteneciente a la diócesis de Jackson.
En 1976 en la diócesis existían 112 parroquias.

## Historia

### Antecedentes
La primera evidencia históricamente documentada de la presencia de un misionero católico en lo que hoy es el estado de Misisipi data de 1682: siguiendo a René Robert Cavelier de La Salle, el explorador francés que fue el primero en descender el río Misisipi reclamando las tierras que exploró para Francia, estuvo el fraile menor recoleto Zenobius Membre, quien celebró la primera misa en ese territorio, el día de Pascua, cerca de Fort Adams, en el actual condado de Wilkinson, 40 millas al sur de Natchez.
Fort Rosalie fue fundado en 1716, a partir de la cual se desarrolló la ciudad de Natchez, y allí se construyó la primera iglesia católica en Misisipi, constituida como parroquia en 1722.
Tras las hazañas militares del general español Bernardo de Gálvez, el territorio del Misisipi pasó a manos de la corona española en 1779. En 1788 se construyó una iglesia española dedicada al Santísimo Salvador (San Salvador) en Natchez (entonces llamada Naches), en el centro de la ciudad. Cerca de ese edificio se construyó posteriormente la actual basílica de Santa María y su casa rectoral. En 1793 se erigió la diócesis de Nueva Orleans y las Dos Floridas (hoy arquidiócesis de Nueva Orleans), que también controlaba Misisipi.
En 1798 el territorio de Misisipi quedó bajo la administración de los Estados Unidos de América. El 13 de agosto de 1822 mediante la bula Quum Nos el papa Pío VII erigió el vicariato apostólico de Misisipi y Alabama, confiado al cuidado de Giuseppe Rosati, misionero italiano originario de Sora. El 21 de enero de 1823, Florida, que ya había pertenecido eclesiásticamente a la diócesis de Nueva Orleans, fue también anexada al vicariato apostólico de Misisipi y Alabama mediante el breve Inter multiplices del papa Pío VII. Sin embargo, estas decisiones no surtieron efecto: de hecho, fueron derogadas por el papa Pío VII el 14 de julio de 1823, poco antes de su muerte, mediante el breve Quum superiori, quedando bajo jurisdicción de la arquidiócesis de Baltimore.
El 19 de agosto de 1825 el nuevo papa León XII, erigió el vicariato apostólico de Misisipi, separando su territorio de la jurisdicción de los arzobispos de Baltimore y encomendando su cuidado a los obispos pro tempore de Nueva Orleans, mediante el breve Quum Venerabilis. Sin embargo, incluso esta decisión duró poco: de hecho, con el breve Inter multiplices del 18 de julio de 1826, León XII erigió la diócesis de San Luis (hoy arquidiócesis de San Luis) y al mismo tiempo extendió la jurisdicción de los obispos de Nueva Orleans al territorio de Misisipi también.

### Sede de Natchez
El 28 de julio de 1837 como resultado de breve Universi Dominici Gregis del papa Gregorio XVI, se erigió la diócesis de Natchez con territorio desmembrado de la diócesis de Nueva Orleans y con jurisdicción sobre todo Misisipi. Sin embargo, el primer obispo, John Joseph Mary Benedict Chanche, fue nombrado recién a fines de 1840 y tomó posesión de su diócesis en mayo de 1841.
Originalmente, la diócesis estaba inmediatamente sujeta a la Santa Sede, pero el 19 de julio de 1850 pasó a formar parte de la nueva provincia eclesiástica de Nueva Orleans.
El 19 de septiembre de 1886 se consagró la Catedral de Natchez, dedicada a la Santa María, que fue la catedral de la diócesis hasta 1977.
El 18 de diciembre de 1956 asumió el nombre de diócesis de Natchez-Jackson, mediante el decreto Urbs Jacksonium de la Congregación Consistorial. Desde 1948, de hecho, el obispo Richard Gerow había trasladado la sede de la diócesis de Natchez a Jackson, la capital del estado.
El 1 de marzo de 1977 cedió una parte de su territorio para la erección de la diócesis de Biloxi mediante la bula Quandoquidem in Nos del papa Pablo VI. Al mismo tiempo asumió el nombre de diócesis de Jackson.

### Diócesis titular
Desde el 1 de marzo de 1977 Natchez o Natchesium figura entre las sedes episcopales titulares de la Iglesia católica mediante el decreto Per decretum de la Congregación para los Obispos. Desde el 11 de mayo de 2010 el obispo titular es Eduardo Alanis Nevares, obispo auxiliar de la diócesis de Phoenix.

## Estadísticas
Según el Anuario Pontificio 1977 la diócesis tenía a fines de 1976 un total de 86 773 fieles bautizados.
| Año                                                                             | Población            | Población | Población      | Sacerdotes | Sacerdotes    | Sacerdotes    | Bautizados por sacerdote | Diáconos permanentes | Religiosos | Religiosos | Parroquias |
| Año                                                                             | Bautizados católicos | Total     | % de católicos | Total      | Clero secular | Clero regular | Bautizados por sacerdote | Diáconos permanentes | Varones    | Mujeres    | Parroquias |
| ------------------------------------------------------------------------------- | -------------------- | --------- | -------------- | ---------- | ------------- | ------------- | ------------------------ | -------------------- | ---------- | ---------- | ---------- |
| 1950                                                                            | 50 559               | 2 183 796 | 2.3            | 142        | 68            | 74            | 356                      |                      | 123        | 380        | 66         |
| 1966                                                                            | 74 343               | 2 178 241 | 3.4            | 216        | 132           | 84            | 344                      |                      | 178        | 496        | 97         |
| 1970                                                                            | 82 383               | 2 161 481 | 3.8            | 191        | 111           | 80            | 431                      | 1                    | 138        | 425        | 106        |
| 1976                                                                            | 86 773               | 2 324 000 | 3.7            | 179        | 109           | 70            | 484                      | 1                    | 140        | 398        | 112        |
| Fuente: Catholic-Hierarchy, que a su vez toma los datos del Anuario Pontificio. |                      |           |                |            |               |               |                          |                      |            |            |            |

## Episcopologio

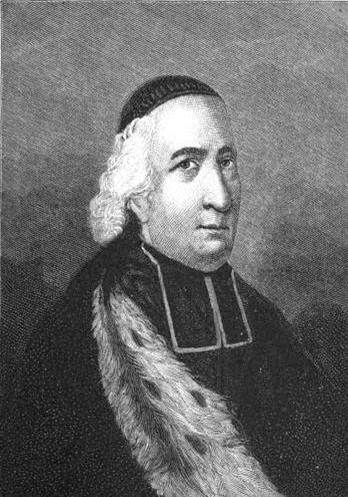
Louis-Guillaume-Valentin Dubourg, vicario apostólico de Misisipi

### Vicario apostólico de Misisipi
- Louis-Guillaume-Valentin Dubourg, P.S.S. † (19 de agosto de 1825-13 de agosto de 1826 nombrado obispo de Montauban)

### Obispos de Natchez
- - Thomas Heyden † (28 de julio de 1837-1838 renunció) (obispo electo)
- John Joseph Mary Benedict Chanche, P.S.S. † (15 de diciembre de 1840-22 de julio de 1852 falleció)
- James Oliver Van de Velde, S.I. † (29 de julio de 1853-13 de noviembre de 1855 falleció)
- William Henry Elder † (9 de enero de 1857-23 de julio de 1878 renunció[nota 2])
- Francis August Anthony Joseph Janssens † (18 de febrero de 1881-7 de agosto de 1888 nombrado arzobispo de Nueva Orleans)
- Thomas Heslin † (29 de marzo de 1889-22 de febrero de 1911 falleció)
- John Edward Gunn † (1 de julio de 1911-19 de febrero de 1924 falleció)
- Richard Oliver Gerow † (23 de junio de 1924-2 de diciembre de 1967 retirado[nota 3])
- Joseph Bernard Brunini † (2 de diciembre de 1967-1 de marzo de 1977 renombrada diócesis de Jackson)

### Obispos titulares
- Daniel William Kucera, O.S.B. † (6 de junio de 1977-5 de marzo de 1980 nombrado obispo de Salina)
- William Henry Bullock † (3 de junio de 1980-10 de febrero de '1987 nombrado obispo de Des Moines)
- John Gavin Nolan † (12 de diciembre de 1987-19 de noviembre de 1997 falleció)
- Timothy Michael Dolan (19 de junio de 2001-25 de junio de 2002 nombrado arzobispo de Milwaukee)
- Salvatore Joseph Cordileone (5 de julio de 2002-23 de marzo de 2009 nombrado obispo de Oakland)
- Eduardo Alanis Nevares, desde el 11 de mayo de 2010